# NGC 4934
NGC 4934 is een spiraalvormig sterrenstelsel in het sterrenbeeld Hoofdhaar. Het hemelobject werd op 20 april 1865 ontdekt door de Duits-Deense astronoom Heinrich Louis d'Arrest.

## Synoniemen
- UGC 8160
- MCG 5-31-115
- ZWG 160.120
- PGC 45082